# 愛爾塞克

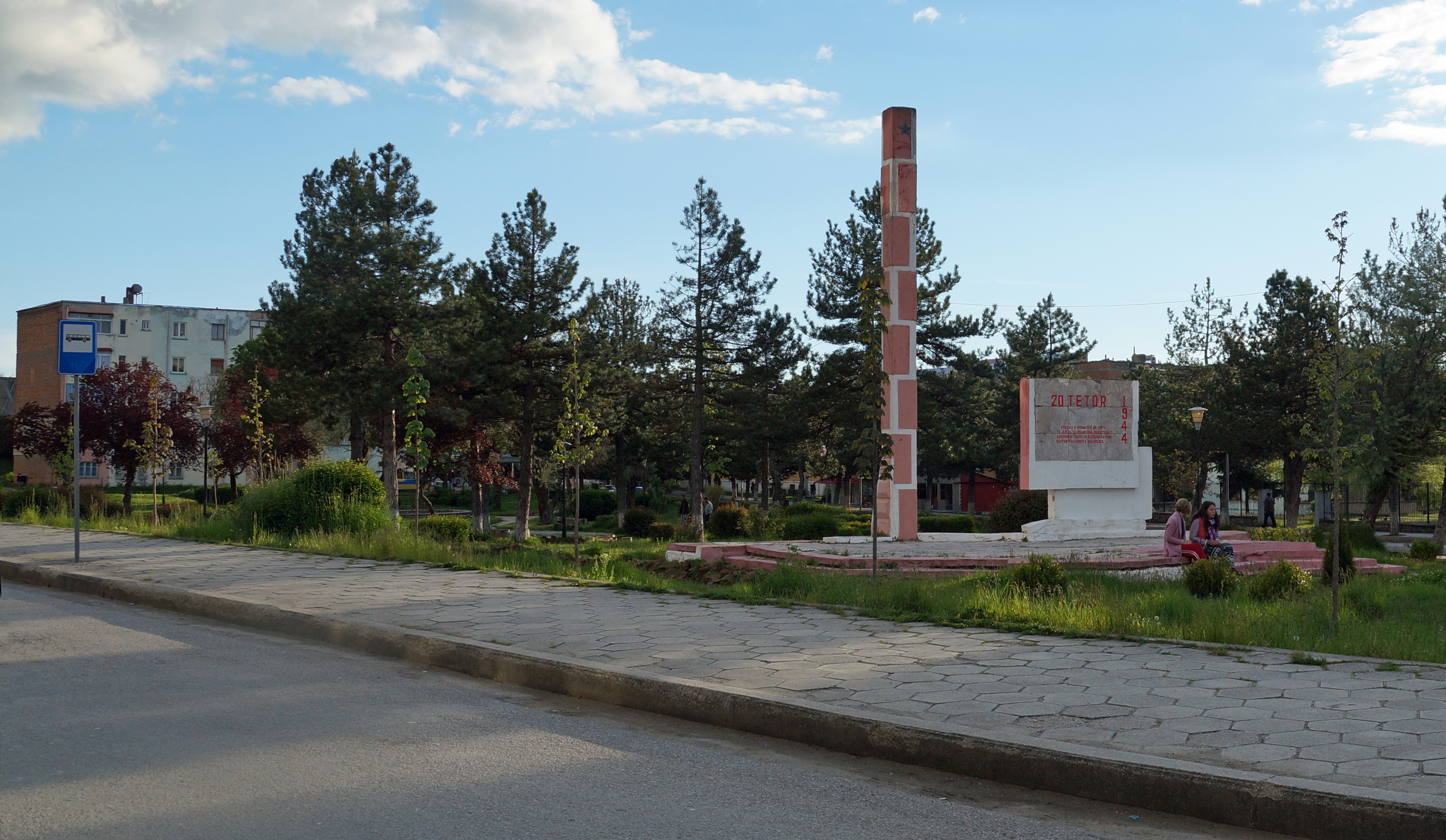
镇内公园

愛爾塞克是阿爾巴尼亞東南部科赤州科洛涅市镇内的城鎮及其行政中心。愛爾塞克曾是一个单独的市镇，也是原科隆耶區的区府，2015年地方政府改革后成为科洛涅市镇的一个行政分区。始建於十七世紀，面積1.21平方公里，海拔高度1,050米，2011年人口3,746，其中六成居民信奉伊斯蘭教。

## 外部連結
- 科洛涅市镇官方网站 （页面存档备份，存于） （阿爾巴尼亞文）

40°20′N 20°41′E / 40.333°N 20.683°E